# Megara (stad)
Megara (grekiska: Μέγαρα) är en historisk stad i kommunen Dimos Megara i Västra Attika, Grekland som grundades under antiken. Den är belägen på den norra delen av det Korintiska näset mittemot ön Salamis, som under arkaisk tid var en del av Megara, innan den togs över av Aten. Det var kolonister från stadsstaten Megara som grundade kolonierna Heraklea pontica, Chalkedon, Byzantium och Megara Hyblaia på Sicilien. Under det peloponnesiska kriget var Megara allierat med Sparta. Staden ligger idag i regionen Attika och kommunen har 36 924 invånare (enligt folkräkningen år 2011).

## Antik historia
Enligt den grekiske geografikern Pausanias skall Megara ha grundats av Car som var son till Phoroneus (Argos första kung) när han grundade ett citadell på platsen. Citadellet fick namnet Caria och staden som växte fram runt det fick namnet Megara efter ett tempelkomplex till gudinnan Demeter som låg på platsen.  
Under sin tidiga historia var Megara ett protektorat till Korinth och med hjälp av Korinth grundade hon sin första koloni, Megara Hyblaea, på Sicilien. Koloning låg strax norr om Syrakusa. På början av 600-talet f.Kr. gjorde Megara uppror mot Korinth och de lyckades göra sig självständiga. Strax därefter grundade de två till kolonier, Chalkedon 685 f.Kr. och Byzantion 667 f.Kr.
Megara formade tidigt en allians med staden Miletos i Anatolien och under 600-500 talet f.Kr. verkar städerna ha varit nära förbundna. Båda städerna hade liknande statsskick och båda följde Apollo-oraklens råd när de tog beslut. Megara använde sig av oraklet i Delphi medan Miletos följde ett orakel i Didyma.
Mot slutet av 600-talet f.Kr. gjorde Theagenes sig till tyrann av Megara genom att slakta de rika invånarnas boskap vilket gjorde honom populär bland Megaras stora underklass.
Under den andra persiska invasionen av Grekland (480–479 f.Kr.) stred Megaras soldater sida vid sida med spartanerna och atenarna i slagen vid Salamis och Plataiai.
Efter andra persiska invasionen blev Megara del av det peloponnesiska förbundet. 460 f.Kr. lämnade de dock förbundet och de anslöt sig istället till det attiska förbundet ledda av Aten. Orsaken till detta var en gränskonflikt mellan Megara och Korinth. Att Megara bytte sida var en av anledningarna som ledde till det första peloponnesiska kriget (460-445 f.Kr.). I fredsavtalet efter det första peloponnesiska kriget tvingades Megara att åter igen ansluta sig till det peloponnesiska förbundet.
Under det andra peloponnesiska kriget (431 – 404 f.Kr.) stred Megara på Spartas sida och en av anledningarna till kriget anses vara det "megariska dekretet" som Aten utfärdade där de förbjöd Megara från att bedriva handel i alla territorium som kontrollerades av Aten. Dekretet syftade till att skada Megaras ekonomi och anledningen till det påstod atenarna var att Megara skadat Hiera Orgas (den heliga gläntan) som låg i gränstrakten mellan de två stadsstaterna.
Under den keltiska invasionen 279 f.Kr. skall Megara ha skickat 400 peltaster till slaget vid Thermapholye (279 f.Kr.) och 266 f.Kr. besegrade de den makedoniska kungen Antigonos II Gonatas som belägrade Megara. Megara använde sig då av brinnande grisar för att skapa panik bland Antigonus elefanter som sedan flydde tillbaka rätt igenom den makedoniska armén. Trots att de bröt belägringen tvingades Megara att underkasta sig Makedonien efter slaget. 
243 f.Kr. drev Megara ut den makedoniska garnisonen ur sin stad och de förklarade sig sedan självständiga. De gick sedan med i det achaiska förbundet. När achaierna förlorade kontrollen över det Korinitska näset gick de istället över till det boetiska förbundet. efter 30 år på boeternas sida bytte de dock än en gång sida och anslöt sig åter igen till det achaiska förbundet. 203 eller 193 f.Kr. besegrade achaierna en boetisk armé vid Megara och staden förblev därefter del av förbundet tills området erövrades av Rom. 
Megarerna var under antiken kända för sina fester och sina utsmyckade byggnader, speciellt deras tempeldekorationer. Sant Hieronymus (347-420 e.Kr.) skriver till exempel "om Megara finns ett känt talesätt, de bygger som om de skall leva för evigt och lever som om de skall dö imorgon".
Megara var även känt för att vara en opålitlig stadsstat och ett atenskt talesätt under antiken löd " Värt megarernas andel" vilket innebar att någon agerat ohederligt.